# Radków-Kolonia
Radków-Kolonia – kolonia w Polsce, położona w województwie lubelskim, w powiecie tomaszowskim, w gminie Telatyn. Leży nad rzeką Kamionką – dopływ Kmiczynki.
W latach 1975–1998 kolonia należała administracyjnie do województwa zamojskiego.
Kolonia jest sołectwem w gminie Telatyn. Według Narodowego Spisu Powszechnego z roku 2011 kolonia liczyła 101 mieszkańców.